# Nutley, New Jersey
Nutley är en ort i Essex County i delstaten New Jersey, USA.